# Luzy-Saint-Martin
Luzy-Saint-Martin é uma comuna francesa na região administrativa de Grande Leste, no departamento de Meuse. Estende-se por uma área de 7,35 km². Em 2010 a comuna tinha 118 habitantes (densidade: 16,1 hab./km²).